# Aspidistra sichuanensis
Aspidistra sichuanensis là một loài thực vật có hoa trong họ Măng tây. Loài này được K.Y.Lang & Z.Y.Zhu mô tả khoa học đầu tiên năm 1984.